# Falklandoglenes
Falklandoglenes Usher, 1983 è un genere di ragni appartenente alla famiglia Linyphiidae.

## Distribuzione
L'unica specie oggi nota di questo genere è stata rinvenuta nelle isole Falkland.

## Tassonomia
Dal 1983 non sono stati esaminati esemplari di questo genere.
A giugno 2012, si compone di una specie:
- Falklandoglenes spinosa Usher, 1983[3] — Isole Falkland